# Raimund von Pape
Raimund von Pape (* 3. August 1798 in Riesa; † 13. Mai 1850 in Schwetz an der Weichsel) war ein deutscher Verwaltungsbeamter.

## Leben
Raimund von Pape studierte an der Universität Leipzig Rechtswissenschaft. 1818 wurde er Mitglied des Corps Saxonia Leipzig. Nach dem Studium trat er in den preußischen Staatsdienst ein. Von 1829 bis zu seinem Tod 1850 war er Landrat des Kreises Schwetz.